# Estenolagnia
A estenolagnia, também conhecida como muscle worship é uma forma de adoração corporal na qual um participante ou adorador, idolatra os músculos de outro participante, o dominante. Envolve práticas como tocar, esfregar, massagear, apalpar ou oscular os músculos do dominante. Embora os participantes da adoração muscular possam ser de qualquer gênero ou orientação sexual, o dominante (geralmente um fisiculturista, competidor de fitness, praticante de musculação ou lutador) é quase sempre um indivíduo com um grau considerável de massa muscular visível. 